# Katarische Beachhandball-Nationalmannschaft der Frauen
Die katarische Beachhandball-Nationalmannschaft der Frauen repräsentiert die Qatar Handball Association als Auswahlmannschaft auf internationaler Ebene bei Länderspielen im Beachhandball gegen Mannschaften anderer nationaler Verbände.
Eine Nationalmannschaft der Juniorinnen als Unterbau wurde bislang nicht gegründet, das männliche Pendant ist die sehr viel erfolgreichere, zur Weltklasse gehörende, Katarische Beachhandball-Nationalmannschaft der Männer.

## Geschichte
Katar ist eine der erfolgreichsten Länder im Beachhandball – allerdings bei den Männern, wo das Land zur Weltspitze gehört und in Asien erfolgreichste Nation ist. Bei den Frauen gibt es wie bei allen arabischen Staaten kaum eine Tradition im Beachhandball. Einzig zu den Asienmeisterschaften 2013 im Oman stellte das Land eine Frauenmannschaft auf. Während die Männermannschaft den Titel gewann, konnten die katarischen Frauen nur den sechsten und damit letzten Platz belegen.

## Teilnahmen
| World Games - 2001: nicht eingeladen - 2005: nicht eingeladen - 2009: nicht eingeladen - 2013: keine Teilnahme - 2017: keine Teilnahme - 2022: keine Teilnahme World Beach Games - 2019: nicht qualifiziert - 2023: nicht qualifiziert | Weltmeisterschaften - 2001: keine Teilnahme - 2004: keine Teilnahme - 2006: keine Teilnahme - 2008: keine Teilnahme - 2010: keine Teilnahme - 2012: keine Teilnahme - 2014: keine Teilnahme - 2016: keine Teilnahme - 2018: keine Teilnahme - 2020: keine Teilnahme - 2022: keine Teilnahme | Asienmeisterschaften - 2004: keine Teilnahme - 2013: 6. - 2015: keine Teilnahme - 2017: keine Teilnahme - 2019: keine Teilnahme - 2022: keine Teilnahme - 2023: keine Teilnahme | Asian Beach Games - 2008: keine Teilnahme - 2010: keine Teilnahme - 2012: keine Teilnahme - 2014: keine Teilnahme - 2016: keine Teilnahme - 2023: |